# Diacritiques de l'alphabet hébreu
En hébreu, les diacritiques sont appelés נִיקוּד (translittération : nīqūd ou nikkoud) ou נְקֻדּוֹת (translittération : nəquddōṭ ou nekuddōth, pluriel du précédent), ou plus communément nikkudot ou « points voyelles ».
Il y a eu de nombreuses versions différentes, mais la plus utilisée aujourd’hui a été inventée par les Massorètes (ba'alei masorah, בעלי מסורה), pour compléter l’écriture consonnantale de plusieurs abjads sémitiques (dont l’abjad hébreu, l’abjad arabe, plusieurs variantes araméennes dont le samaritain, des écritures utilisées alternativement pour la transcription de la langue hébraïque).
Les nikkudot sont de petits signes, comparés aux consonnes qu’ils complètent, et ont ainsi l’avantage de pouvoir être directement ajoutés sur un texte n’en comportant pas.
Les étudiants en hébreu, qui ne le parlent pas ou pas encore couramment, font particulièrement attention à ces diacritiques, notamment en ce qui concerne la controverse du tétragramme — écrit נִיקוּדיְהוָה en hébreu. L’interprétation permettrait de retrouver l’ancienne prononciation (authentique disent certains) de Jéhovah ou Yahweh.

## Les signes du nikkud
Ce tableau utilise la consonne ב comme lettre de base pour montrer le placement et la forme des nikkudot vocaliques, et leur interprétation phonétique en fonction des éventuelles semi-consonnes (א aleph, ה hé, ו waw ou י yodh) qui peuvent les suivre. Remarquez qu’il y a parfois, en fonction du dialecte ou de la tradition, des différences de prononciation. Ce tableau donne la transcription la plus commune, celle utilisée en Israël, qui est par exemple différente de la prononciation ashkénaze.
D’autre part le début de ce tableau rappelle la présence des nikkudot consonantiques (les dageshim, דגשים, qui précisent la lecture des consonnes ש ou ב qu’ils complètent) ; leurs associations les plus communes sont traitées plus complètement dans l’article principal sur l’alphabet hébreu.
| Symbole  | Lecture hébraïque tibérienne | Lecture hébraïque tibérienne | Lecture hébraïque tibérienne               | Lecture hébraïque standard | Lecture hébraïque standard | Lecture hébraïque standard |
| Symbole  | nom hébreu                   | nom latin                    | Translittération                           | nom hébreu                 | nom latin | Translittération |
| -------- | ---------------------------- | ---------------------------- | ------------------------------------------ | -------------------------- | --- | --- |
| שׁ        | ?                            | šin dot                      |                                            | שִׁנדוֹת                      | šindout, plus souvent shin dot ou chine dot | Ce n’est pas techniquement une voyelle. Elle modifie ש de sorte qu’il doive être translittéré š (API /ʃ/).                                                                  |
| שׂ        | ?                            | śin dot                      |                                            | ?                          | śin, plus souvent sin ou zhine | Ce n’est pas techniquement une voyelle. Elle modifie ש de sorte qu’il doive être translittéré ś (API /ɬ/). La réalisation courante aujourd'hui est s (API /s/).             |
| בּ        | דגש                          | dāḡēš                        |                                            | דגש                        | dageš, plus souvent daguesh | Ce n’est pas techniquement une voyelle. Elle double une consonne qu’elle modifie (gémination), ou rend une consonne occlusive. Le résultat peut encore prendre une voyelle. |
| בְ        | שוא                          | šəwâ                         | Translittérée ə (API /ə/ ou silencieuse)   | שווא                       | šəva, plus souvent schwa. | Translittérée ə (API /ə/ ou silencieuse), plus souvent translittérée e, ou comme une apostrophe ’, voire pas écrite du tout                                                 |
| חֱ        | חטף סגול                     | ḥăṭep̄ səḡôl                  | Translittération ĕ (API /ɛ/)               | חטף סגול                   | ḥataf seggol, plus souvent chataf segol ou segol réduit | Translittérée e (API /e/) |
| חֲ        | חטף פתח                      | ḥăṭep̄ páṯaḥ                  | Translittérée ă (API /a/)                  | חטף פתח                    | ḥataf pátaḥ, plus souvent chataf pátach ou patach réduit | Translittérée a (API /a/) |
| חֳ        | חטף קמץ                      | ḥăṭep̄ qāmeṣ                  | Translittérée ŏ (API /ɔ/)                  | חטף קמץ                    | ḥataf qamaẓ, plus souvent chataf kamatz ou qamets réduit | Translittérée o (API /o/) |
| בִ        | חירק                         | ḥîreq                        | Translittérée i (API /i/) ou í (API /iː/)  | חיריק                      | ḥiriq, plus souvent chirik ou hiriq | Translittérée i (API /i/) |
| בִי       | חירק מלא                     | ḥîreq mālê                   | Translittérée î (API /iː/)                 | חיריק מלא                  | ḥiriq male, plus souvent chirik malei ou hiriq yodh | Translittérée i (API /i/) |
| בֵ        | צרי                          | ṣērê                         | Translittérée ē (API /eː/)                 | צירי                       | ẓere, plus souvent tzeirei | Translittérée e (API /e/) |
| בֵא בֵה בֵי | צרי מלא                      | ṣērê mālê                    | Translittérée ê (API /eː/)                 | צירי מלא                   | ẓere male, plus souvent tzeirei malei ou tsere yodh | Translittérée e (API /e/), plus souvent ei (API /ei/) |
| בֶ        | סגול                         | səḡôl                        | Translittérée e (API /ɛ/) ou é (API /ɛː/)  | סגול                       | seggol, plus souvent segol ou seghol | Translittérée e (API /e/) |
| בֶא בֶה בֶי | סגול מלא                     | səḡôl mālê                   | Translittérée ệ (API /ɛː/)                 | סגול מלא                   | seggol male, plus souvent segol malei, ou seghol yodh | Translittérée e (API /e/), mais avec י plus souvent ei (API /ei/) |
| בַ        | פתח                          | páṯaḥ                        | Translittérée a (API /a/) ou á (API /aː/)  | פתח                        | pátaḥ, plus souvent pátach | Translittérée a (API /a/) |
| בַה בַא    | פתח מלא                      | páṯaḥ mālê                   | Translittérée ậ (API /aː/)                 | פתח מלא                    | pátaḥ male, plus souvent pátach malei | Translittérée a (API /a/) |
| בָ בָֽ      | קמץ גדול                     | qāmeṣ gāḏôl                  | Translittérée ā (API /ɔː/)                 | קמץ גדול                   | qamaẓ gadol, plus souvent kamatz gadol, parfois simplement nommé qamets (parfois marquée avec un metheg à gauche du kamatz), pour le distinguer de kamatz katan | Translittérée a (API /a/) |
| בָא בָה    | קמץ מלא                      | qāmeṣ mālê                   | Translittérée â (API /ɔː/)                 | קמץ מלא                    | qamaẓ male, plus souvent kamatz malei ou qamets he | Translittérée a (API /a/) |
| בָ        | קמץ קטן                      | qāmeṣ qāṭān                  | Translittérée o (API /ɔ/)                  | קמץ קטן                    | qamaẓ qatan, plus souvent kamatz katan ou qamets hatuf (souvent remplacé par cholam malei en israélien)                                                         | Translittérée o (API /o/) |
| בֹ        | חלם                          | ḥōlem                        | Translittérée ō (API /oː/)                 | חולם                       | ḥolam, plus souvent cholam (souvent remplacé par cholam malei en israélien)                                                                                     | Translittérée o (API /o/) |
| בֹא בֹה בוֹ | חלם מלא                      | ḥōlem mālê                   | Translittérée ô (API /oː/)                 | חולם מלא                   | ḥolam male, plus souvent cholam malei | Translittérée o (API /o/) |
| בֻ        | קבוץ                         | qibbûṣ                       | Translittérée u (API /u/) ou ú (API /uː/). | קובוץ                      | qubbuẓ, plus souvent kubutz (souvent remplacé par shuruk en israélien)                                                                                          | Translittérée u (API /u/) |
| בוּ       | שורק                         | šûreq                        | Translittérée û (API /uː/)                 | שורוק                      | šuruq, plus souvent shuruk ou churuq | Translittérée u (API /u/) |